# 山田有
山田 有（やまだ ゆう）は日本のライトノベル作家。第1回ネクスト ファンタジア大賞銀賞を受賞した。

## 主な作品

### 単行本
- スノウピー[3]（富士見ファンタジア文庫、2010年3月 - 2011年6月刊、全3巻）
- 変態先輩と俺と彼女（富士見ファンタジア文庫、2011年8月 - 2012年6月刊、全3巻）
- ヴォーテクス学園戦記（講談社ラノベ文庫、2014年2月刊、既刊1巻）
- 異世界無双の戦術竜騎士（富士見ファンタジア文庫、2014年6月 - 2015年1月刊、全3巻）

### 未単行本化短編
- セクシャル・ノリオ・オンライン（十八禁）（ドラゴンマガジン、2014年3月号（2014年1月刊）付録冊子 龍皇杯ブック）